# تیم مک‌کی
تیم مک‌کی (به انگلیسی: Tim McKee) (زادهٔ ۱۴ مارس ۱۹۵۳) شناگر اهل ایالات متحده آمریکا است.